# Felícia Leirner

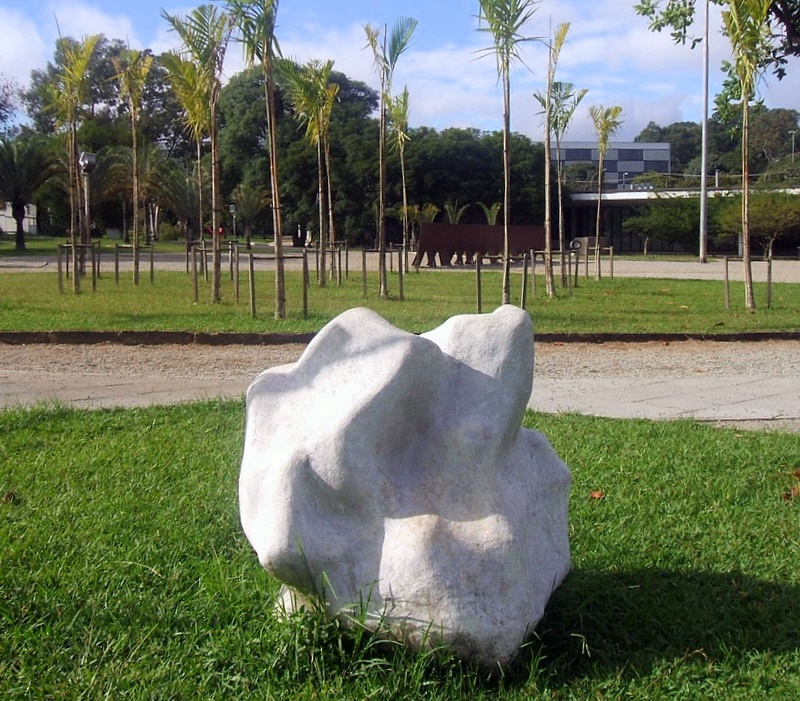
Skulptur von Felícia Leirner im Museo de Arte Moderno de São Paulo

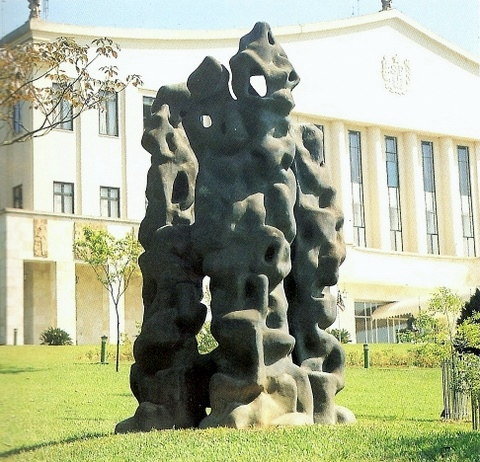
Bronzeskulptur von Felícia Leirner (Colección del Palácio dos Bandeirantes São Paulo)

Felícia Leirner (* 1904 in Warschau, Polen; † 1996 in São Paulo) war eine brasilianische Bildhauerin.

## Leben und Werk
Felícia Leirner zog 1927 mit ihrem Ehemann Isai Leirner (1903–1962; Textilindustrieller, Kunstmäzen und späterer Direktor des Museums MAM) von Warschau nach Brasilien. Sie studierte in São Paulo Malerei bei Yolanda Mohalyi und begann 1948 ein Bildhauerstudium bei Victor Brecheret. 1953 und 1955 nahm sie mit ihren Werken an den internationalen Biennalen von São Paulo teil und erhielt 1955 den Akquisitionspreis des Museum of Modern Art von Rio de Janeiro. Ihre Skulpturen wurden 1957 in die Sammlungen des Kunstmuseums von São Paulo (MASP) und des Museums für Moderne Kunst in Paris aufgenommen, ebenso in das Stedelijk Museum in Amsterdam und die Tate Gallery in London. 1963 wurde sie als bester brasilianischer Bildhauer von der Biennale von São Paulo ausgezeichnet. Museen wie die Eremitage von Russland, das Königliche Museum von Belgien und die Moderne Galerie von Belgrad stellen ihre Werke aus. 1978 wurde in Campos do Jordão das Felicia Leirner-Museum eröffnet, dem sie alle ihre Arbeiten übergab. 1987 zählte das International Sculpture Center of Washington in seiner Zeitschrift Sculpture den Skulpturenpark Felicia Leirner zu den bedeutendsten der Welt.
Ihre Kinder Nelson Leirner und Giselda Leirner sind ebenfalls Künstler.

## Werk
Leirners frühe Arbeiten waren von dem Werk der Bildhauer Aristide Maillol, Marino Marini und Kenneth Armitage beeinflusst. Überwiegend schuf sie Bronzefiguren mit aufgerauten Oberflächen, die sich thematisch oft mit Familie und Mutterschaft auseinandersetzten. Später wurden ihre Werke abstrakter, über verschachtelte Strukturen und organische, ineinander übergehende Massen hin zu Nutzplastiken aus weißem Zement und konstruktivistisch geprägten flachen, ausgeschnittenen Formen. Zuletzt gestaltete Leirner tönerne, in Bronze gegossene Kleinplastiken, bei denen es sich meistens um Vögel handelte.
Werke (Auswahl)
- Figure (Figura, 1950), Sammlung Banco Itaú in São Paulo
- Composition (Composition, 1962), Sammlung der Tate Modern in London
- Cruzes I (Cruzes, 1963), Museo Felícia Leirner
- Estruturação II (Estrutura II, 1964/65), Museo Felícia Leirner
- São Francisco (Heiliger Franziskus von Assisi, 1966)
- Skulptur (1973), Skulpturengarten, Museum für moderne Kunst von São Paulo
- Colunnas (1975/76), Sammlung des Palastes der Bandeirantes in São Paulo
- Die Vögel (Los pájaros, 1978/79), Plaza da Sé, in São Paulo
- Mond im Fenster (1982), Felicia Leirner Museum